# Король Саудівської Аравії
Король Саудівської Аравії (араб. ملك المملكة العربية السعودية) — глава держави і глава королівського Дому саудітів. Першим королем Саудівської Аравії став емір Неджду Абдель Азіз ібн Сауд; всі наступні королі є його синами. Основний закон Саудівської Аравії визнає право на саудівський престол синів і онуків Абдель Азіза, але не уточнює порядок спадкування.

## Список
Основний закон Саудівської Аравії визнає право на саудівський престол синів та онуків Абдул-Азіза, але не уточнює порядку спадкування. З 1986 року король Саудівської Аравії носить титул Зберігач двох святинь.
| №  | Фото | Ім'я        | Дата народження   | Початок правління | Кінець правління           | Дата смерті              |
| -- | ---- | ----------- | ----------------- | ----------------- | -------------------------- | ------------------------ |
| 1. |      | Абдель-Азіз | 26 листопада 1880 | 22 вересня 1932   | 9 листопада 1953           | 9 листопада 1953         |
| 2. |      | Сауд        | 12 січня 1902     | 9 листопада 1953  | 2 листопада 1964 (скинуто) | 23 лютого 1969           |
| 3. |      | Фейсал      | 14 1906           | 2 листопада 1964  | 25 березня 1975 (убитий)   | 25 березня 1975 (убитий) |
| 4. |      | Халід       | 13 лютого 1913    | 25 березня 1975   | 13 червня 1982             | 13 червня 1982           |
| 5. |      | Фахд        | 16 1921           | 13 червня 1982    | 1 серпня 2005              | 1 серпня 2005            |
| 6. |      | Абдалла     | 1 серпня 1924     | 1 серпня 2005     | 23 січня 2015              | 23 січня 2015            |
| 7. |      | Салман      | 31 грудня 1935    | 23 січня 2015     |                            |                          |

## Прапор

Королівський штандарт

На зеленому полотні написана шахада (мусульманський символ віри) та шабля. Знизу зображено золотий герб Саудівської Аравії.
Шахада на прапорі: 
- араб. لا إله إلا الله محمد رسول الله
- араб. [Ашхаду] Аль-ля Иллаха Иль-ла Аллах, уа [Ашхаду] анна Мухаммаду расулю Аллах
- укр. [Засвідчую, що] нема Бога крім Аллаха, і [засвідчую, що] Мухаммад посланець Його

Зелений колір на прапорі символізує іслам. Шабля символізує справедливість. 